# Signaal van Zellik

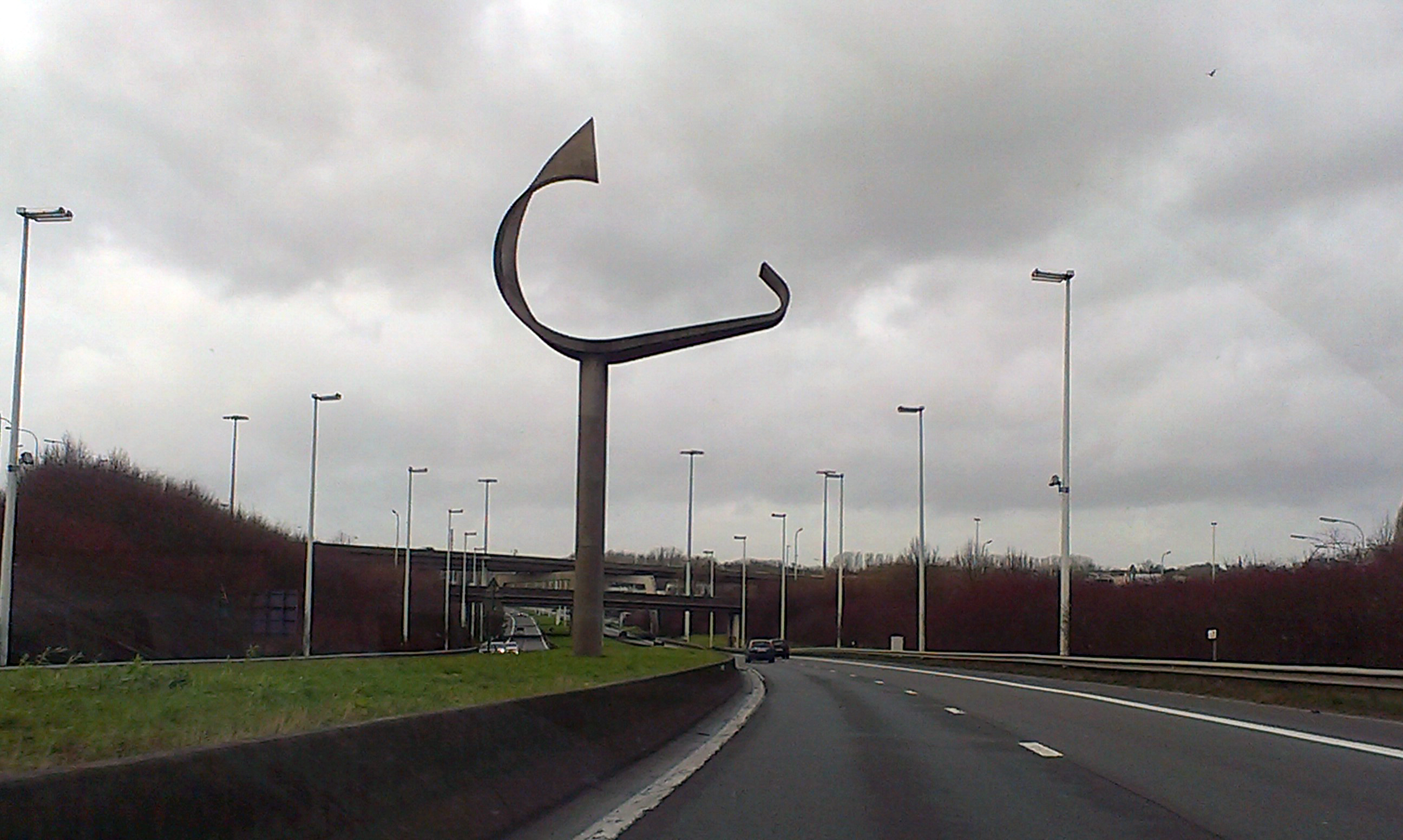
Signaal van Zellik

Het Signaal van Zellik is een sculptuur van de Belgische architect en beeldhouwer Jacques Moeschal. Het Signaal van Zellik staat op de middenberm van de autosnelweg E40 Brussel-Oostende aan het knooppunt met de ring rond Brussel in Groot-Bijgaarden.
In 1959 gaf het Ministerie van Openbare Werken de opdracht voor een ontwerp; de constructie gebeurde in 1963. Met dit ontwerp verkende Moeschal de grenzen van de technische mogelijkheden. Het signaal is 23 m hoog en is opgetrokken uit beton, Cortenstaal en roestvrij staal. De curve bovenaan werd ter plaatse bekist.
Een ander opvallend kunstwerk van Moeschal was de Pijl van de Burgerlijke Bouwkunde, die hij ontwierp voor de Expo 58. Deze sculptuur met een oversteek van 80 m, werd in 1970 gesloopt.